# NGC 2806
NGC 2806 ist ein Stern im Sternbild Cancer auf der Ekliptik. Das Objekt wurde am 17. Februar 1862 vom deutsch-dänischen Astronomen Heinrich Louis d’Arrest entdeckt und fälschlicherweise in den NGC-Katalog aufgenommen.
Die SIMBAD-Datenbank, WikiSky und das Aladin-Programm identifizieren NGC 2806 als Teil der Galaxie PGC 26212. Alle anderen konsultierten Quellen geben an, dass es sich um den Stern handelt, der sich an den in diesem Artikel angegebenen Koordinaten befindet.